# Mason Jones
Mason Christopher Jones (ur. 21 lipca 1998 w Dallas) – amerykański koszykarz, występujący na pozycji rzucającego obrońcy, od 2024 zawodnik Sacramento Kings oraz zespołu G-League – Stockton Kings.
8 marca 2021 opuścił Houston Rockets.
26 marca 2021 podpisał umowę z Philadelphia 76ers na występy zarówno w NBA, jak i zespole G-League – Delaware Blue Coats. 6 maja został zwolniony. 21 grudnia 2021 zawarł kontrakt z Los Angeles Lakers na występy w NBA i w zespole G-League – South Bay Lakers.
16 lipca 2023 dołączył do tureckiego Darüşşafaka Lassa. 9 lutego 2024 został zawodnikiem Sacramento Kings oraz zespołu G-League – Stockton Kings.

## Osiągnięcia
Stan na 10 marca 2024, na podstawie, o ile nie zaznaczono inaczej.
NCAA
- Koszykarz roku Southeastern (SEC – 2020 – nagroda współdzielona z Immanuelem Quickleyem i Reggie’m Perry)[11]
- Zaliczony do:
  - I składu SEC (2020)
  - składu honorable mention All-American (2020 przez Associated Press)
- Lider:
  - NCAA w liczbie celnych (233) i oddanych (282) rzutów wolnych (2020)
  - SEC w:
    - średniej punktów (2020 – 22)
    - liczbie:
      - punktów (2020 – 683)
      - celnych (233) i oddanych (282) rzutów wolnych (2020)
- Zawodnik kolejki SEC (11.11.2019, 16.12.2019, 3.02.2020, 2.03.2020)

Indywidualne
- Zaliczony do I składu G-League (2022)